# جينيفر فالون
جينيفر فالون (بالإنجليزية: Jennifer Fallon)‏  (و. 1959  م) هي مؤلفة، وروائية، وكاتِبة، وعَالِمَة حاسوب أسترالية.